# Deadhorse
Deadhorse est une ville d'Alaska aux États-Unis appartenant au Borough de North Slope, près de l'océan Arctique. C'est une ville essentiellement tournée vers les fournitures et le logement des personnes qui travaillent sur les installations pétrolières de Prudhoe Bay. Elle est desservie par la Dalton Highway et par un aéroport.
Les installations de Deadhorse se composent de bâtiments préfabriqués, transportés sous forme de modules par des avions cargo, et les voies d'accès ne sont pas goudronnées. Il existe toutefois quelques hébergements limités pour les touristes, même si sa vocation n'est pas du tout touristique et se limite à l'activité industrielle locale : les forages des puits pétroliers, et l'acheminement du pétrole par l'Oléoduc trans-Alaska.
Son nom proviendrait d'une compagnie de transports la Dead Horse Haulers qui travaillait à cet endroit à la fin des années soixante. Par contre, on ne sait pas d'où cette entreprise tenait son nom.

## Tourisme et faune

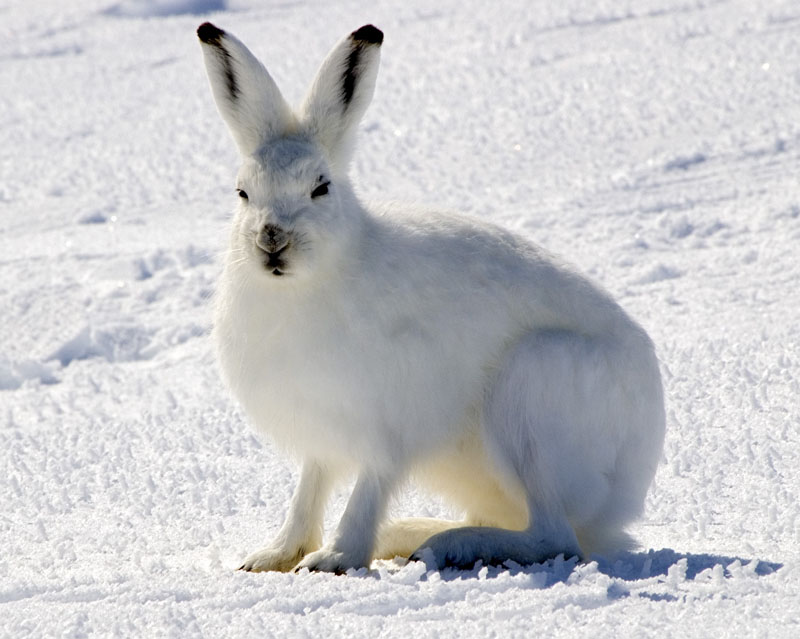
Lièvre arctique

De nombreux animaux sauvages peuvent être observés aux environs de Deadhorse, comme des rennes, des mouettes, des cygnes et des aigles. On peut aussi observer des ours polaires, des renards polaires, des grizzlis, des écureuils arctiques ou des lièvres arctiques. Les rares touristes viennent à Deadhorse pour voir le soleil de minuit durant l'été arctique, ou observer la nuit polaire pendant l'hiver.

## Climat

### Caractéristiques climatiques

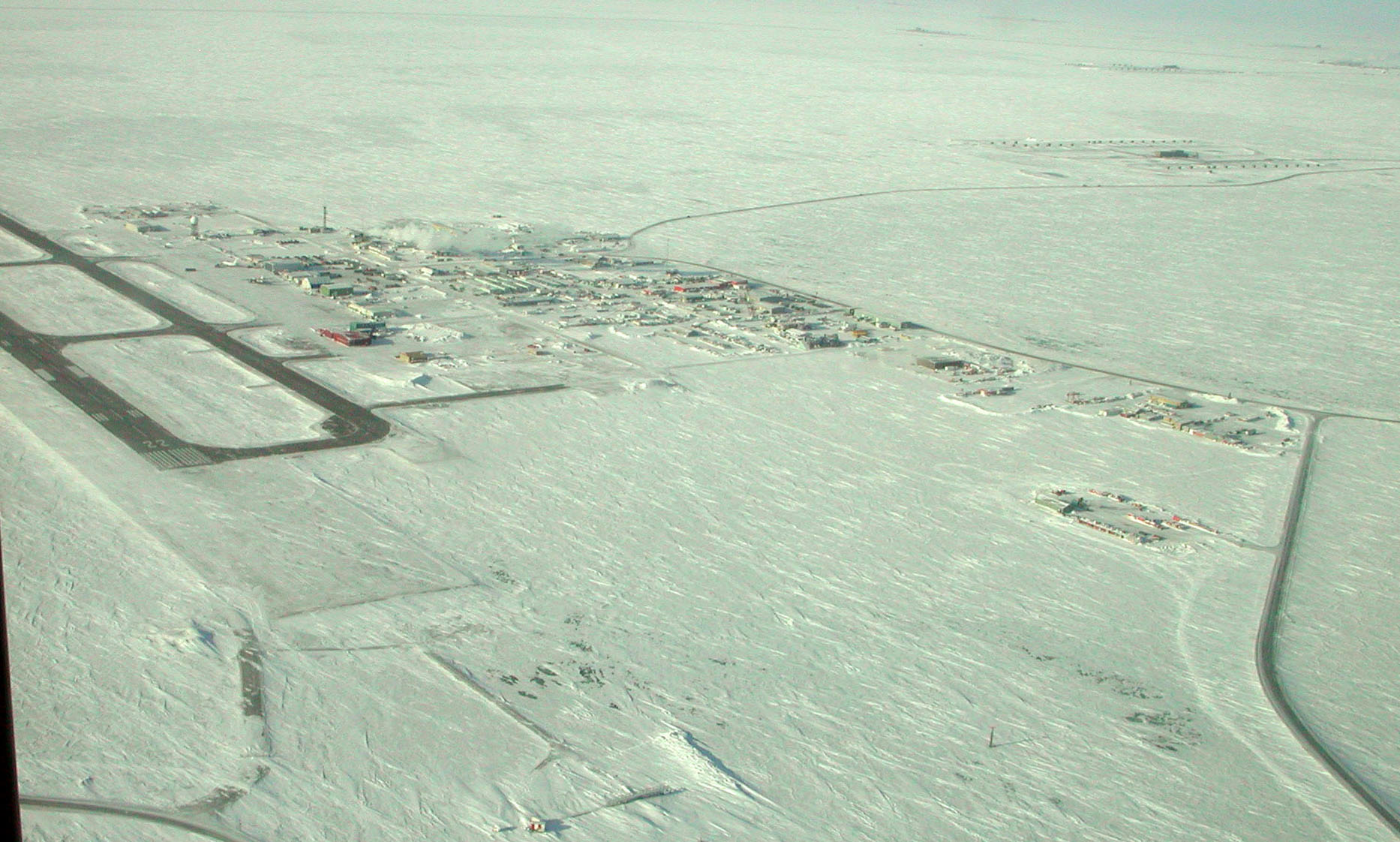
Deadhorse en hiver.

- Le jour le plus long de l'année dure 63 jours, du 20 mai au 22 juillet
- La nuit la plus longue de l'année dure 54 jours, du 24 novembre au 18 janvier
- Record de la plus basse température : −52 °C le 27 janvier 1989
- Record de la plus haute température : 28 °C le 21 juin 1991
- Record de la plus grande vitesse du vent : 176 km/h le 25 février 1989
- Record de refroidissement éolien : −74 °C le 28 janvier 1989 pour une température de l'air de −48 °C et une vitesse du vent de 57 km/h

| Mois                                  | jan.     | fév.     | mars     | avril    | mai      | juin    | jui.    | août    | sep.     | oct.     | nov.     | déc.     | année    |
| ------------------------------------- | -------- | -------- | -------- | -------- | -------- | ------- | ------- | ------- | -------- | -------- | -------- | -------- | -------- |
| Température minimale moyenne (°C)     | −22,2    | −22,1    | −21,4    | −12,1    | −1,9     | 7,9     | 12,8    | 9,8     | 4,1      | −4,6     | −13,2    | −19,3    | −6,8     |
| Température moyenne (°C)              | −26,1    | −26      | −25,4    | −16,2    | −4,7     | 4,4     | 8,5     | 6,4     | 1,4      | −7,6     | −16,8    | −22,9    | −10,4    |
| Température maximale moyenne (°C)     | −29,8    | −29,9    | −29,4    | −20,3    | −7,4     | 0,9     | 4,3     | 3       | −1,1     | −10,7    | −20,5    | −26,5    | −13,9    |
| Record de froid (°C) date du record   | −52 1989 | −48 2012 | −46 2012 | −38 2004 | −31 2013 | −6 2000 | −2 2006 | −4 2000 | −20 1999 | −32 2001 | −42 2005 | −43 2010 | −52 1989 |
| Record de chaleur (°C) date du record | 4 2009   | 4 2006   | 3 2019   | 5 2009   | 13 2002  | 28 2015 | 29 2016 | 28 1999 | 21 2019  | 10 2006  | 3 2013   | 4 2013   | 29 2016  |
| Précipitations (mm)                   | 6,4      | 3,3      | 3,6      | 5,3      | 7,6      | 14,5    | 25,4    | 34,8    | 16,3     | 10,2     | 8,4      | 9,1      | 144,9    |
| dont neige (cm)                       | 3,6      | 5,3      | 2,5      | 2        | 5,6      | 2       | 0       | 0,3     | 7,9      | 20,6     | 5,1      | 5,3      | 60,2     |
| Nombre de jours avec précipitations   | 0,8      | 1,2      | 0,7      | 1,1      | 3,8      | 4,8     | 8,8     | 9,9     | 8,4      | 4,4      | 2,1      | 1,3      | 47,3     |